# Maddocksella tumefacta
Maddocksella tumefacta is een mosselkreeftjessoort uit de familie van de Pontocyprididae. De wetenschappelijke naam van de soort is voor het eerst geldig gepubliceerd in 1914 door Chapman.